# دلو الصداقة
دلو الصداقة (بالإنجليزية: Chum bucket)‏ هو مطعم خيالي يقع في مدينة قاع الهامور الخيالية ويديره كل من شمشون وكارن وهما شخصيتان خياليتان من مسلسل الرسوم المتحركة الشهير سبونج بوب سكوير بانتس. يقع المطعم مباشرة أمام مطعم مقرمشات سلطع الناجح الذي يملكه مستر سلطع وهو عدو شمشون. يحاول شمشون سرقة وصفة مطعم مقرمشات سلطع لكنه يفشل دائما. يعتبر مطعم دلو الصداقة مطعم غير ناجح.